# Линдингер, Герберт
Герберт Линдингер (нем. Herbert Lindinger; род. 3 декабря 1933, Вельс) — немецкий промышленный дизайнер австрийского происхождения. Известен, прежде всего, дизайном трамваев — разработанных для Ганновера моделей TW 2000 и TW 6000 и разработанной для Штутгарта 12-й модификации SSB DT 8; как разработчику этой последней Линдингеру посвящена выпущенная в 2017 году в Германии почтовая марка серии «Дизайн из Германии».

## Биография
В 1950—1954 гг. изучал графику и дизайн выставок в Ульме, затем в 1954—1958 гг. учился в Ульмской школе дизайна, где среди его наставников были Макс Билль, Йозеф Альберс, Иоганнес Иттен, Фридрих Фордемберге-Гильдеварт, Томас Мальдонадо. В 1962—1968 гг. преподавал там же. Затем в 1971—1998 гг. Линдингер был профессором Ганноверского университета и одновременно директором Института промышленного дизайна.
Линдингер, например, художественно оформил метро, автобусы, уличную мебель и площади в разных городах Германии, например, в Берлине. В качестве дизайнера выставок он также работал на международномэ уровне.
Герберт Линдингер является дизайнером Ассоциации немецких промышленников (VDID) и был президентом VDID с 1970 по 1973 год.